# Martin Albrechtsen
Martin Albrechtsen (ur. 31 marca 1980 w Værløse) – piłkarz duński grający na pozycji środkowego obrońcy.

## Kariera klubowa
Albrechtsen jest wychowankiem klubu z Kopenhagi o nazwie Akademisk Boldklub. W 1998 roku zadebiutował w jego barwach w pierwszej lidze, a w 1999 roku wywalczył Puchar Danii. Od sezonu 1999/2000 był podstawowym zawodnikiem klubu. W 2000 roku został uznany najlepszym piłkarzem Danii do lat 21.
Na początku 2002 roku Albrechtsen przeszedł do FC København za 9 milionów duńskich koron. W nowej drużynie po raz pierwszy wystąpił 3 marca 2002 w zremisowanym 0:0 domowym meczu z Aarhus GF. W 2003 roku został z FC København mistrzem Danii, a rok później wywalczył z nim dublet na duńskich boiskach. Ogółem w København spędził 2,5 roku i rozegrał w tym okresie 72 spotkania ligowe.
W czerwcu 2004 roku Albrechtsen został zawodnikiem angielskiego West Bromwich Albion, który zapłacił za niego 2,5 miliona funtów. Duńczyk stał się tym samym najdroższym piłkarzem w historii klubu. W Premier League zadebiutował 28 sierpnia 2004 w przegranym 1:2 wyjazdowym spotkaniu z Evertonem. W 2005 roku utrzymał się z West Bromwich w lidze, jednak rok później spadł z nim do Football League Championship. Tam w barwach WBA grał do końca sezonu 2007/2008.
Latem 2008 roku Albrechtsen odszedł do innego klubu z Championship, Derby County, do którego trafił na zasadzie wolnego transferu. Swój debiut zaliczył 9 sierpnia 2008 w meczu z Doncaster Rovers (0:1).
W 2009 roku Albrechtsen został zawodnikiem FC Midtjylland. Z kolei w latach 2012-2017 był zawodnikiem Brøndby IF. W 2017 roku grał w AC Horsens, a następnie w BK Avarta.
| Sezon   | Klub                 | Kraj   | Rozgrywki      | Mecze | Bramki |
| ------- | -------------------- | ------ | -------------- | ----- | ------ |
| 1998/99 | Akademisk BK         | Dania  | Superligaen    | 9     | 1      |
| 1999/00 | Akademisk BK         | Dania  | Superligaen    | 31    | 1      |
| 2000/01 | Akademisk BK         | Dania  | Superligaen    | 30    | 0      |
| 2001/02 | Akademisk BK         | Dania  | Superligaen    | 19    | 1      |
| 2001/02 | FC København         | Dania  | Superligaen    | 14    | 0      |
| 2002/03 | FC København         | Dania  | Superligaen    | 27    | 0      |
| 2003/04 | FC København         | Dania  | Superligaen    | 31    | 0      |
| 2004/05 | West Bromwich Albion | Anglia | Premier League | 24    | 0      |
| 2005/06 | West Bromwich Albion | Anglia | Premier League | 31    | 1      |
| 2006/07 | West Bromwich Albion | Anglia | Championship   | 31    | 1      |
| 2007/08 | West Bromwich Albion | Anglia | Championship   | 32    | 2      |
| 2008/09 | Derby County         | Anglia | Championship   | 35    | 2      |
| 2009/10 | FC Midtjylland       | Dania  | Superligaen    | 22    | 1      |
| 2010/11 | FC Midtjylland       | Dania  | Superligaen    | 20    | 2      |
| 2011/12 | FC Midtjylland       | Dania  | Superligaen    | 17    | 1      |
| 2012/13 | Brøndby IF           | Dania  | Superligaen    | 21    | 2      |
| 2013/14 | Brøndby IF           | Dania  | Superligaen    | 26    | 0      |
| 2014/15 | Brøndby IF           | Dania  | Superligaen    | 15    | 0      |
| 2015/16 | Brøndby IF           | Dania  | Superligaen    | 17    | 1      |
| 2016/17 | Brøndby IF           | Dania  | Superligaen    | 2     | 0      |
| 2016/17 | AC Horsens           | Dania  | Superligaen    | 2     | 0      |
| 2017/18 | BK Avarta            | Dania  | II dywizja     | 12    | 0      |

## Kariera reprezentacyjna
Albrechtsen ma za sobą występy w reprezentacji Danii U-19 i U-21. W dorosłej reprezentacji Danii zadebiutował 25 kwietnia 2001 roku w wygranym 3:0 towarzyskim meczu ze Słowenią.